# سیزدهمین جشنواره بین‌المللی فیلم برلین
سیزدهمین دوره جشنواره بین‌المللی فیلم برلین ۲۱ ژوئن تا ۲ ژوئیه ۱۹۶۳ ادامه پیدا کرد؛ که در نهایت فیلم بوشیدو، حماسه سامورایی برنده خرس طلایی شد.

## هیئت داوران
وندی توی، رئیس هیئت داوران در این دوره انتخاب شده بود.

## بخش رقابتی
| عنوان انگلیسی                      | عنوان اصلی                    | کارگردان(ها)          | کشور تولیدکننده          |
| ---------------------------------- | ----------------------------- | --------------------- | ------------------------ |
| معشوقه                             | Älskarinnan                   | ویلگوت خومان          | سوئد                     |
| بوشیدو، حماسه سامورایی             | Bushidô zankoku monogatari    | تاداشی ایمای          | ژاپن                     |
| سرایدار                            | The Caretaker                 | کلایو دانر            | بریتانیا                 |
| تعقیب توسط سگ                      | El less wal kilab             | Kamal El Sheikh       | مصر                      |
| فروید: عشق پنهان                   | Freud                         | جان هیوستون           | USA                      |
| گارینشا: قهرمان جنگل               | Garrincha - Alegria do Povo   | خواکیم پدرو د آندراده | برزیل                    |
|                                    | Il diavolo                    | جان لوئیجی پولیدورو   | ایتالیا                  |
| جاودانه                            | L'Immortelle                  | آلن رب-گریه           | ترکیه - فرانسه - ایتالیا |
| مراسم                              | La rimpatriata                | دامیانو دامیانی       | ایتالیا - فرانسه         |
| تراس                               | La terraza                    | ئوپولدو تره نیلسون    | آرژانتین                 |
| خواستگار                           | Le soupirant                  | Pierre Étaix          | فرانسه                   |
| زندگی و مرگ در فلاندر              | Leven en dood op het land     | امیل دگیلین           | بلژیک                    |
| زنبق‌های مزرعه (فیلم ۱۹۶۳)          | Lilies of the Field           | رالف نلسون            | آمریکا                   |
| مردم بی گناه                       | Los inocentes                 | خوان آنتونیو باردم    | آرژانتین - اسپانیا       |
| انسان و حیوان                      | Mensch und Bestie             | ادوین زبونک           | یوگسلاوی - آلمان         |
| Young Aphrodites                   | Mikres Aphrodites             | نیکوس کوندوروس        | یونان                    |
|                                    | Retalhos da Vida de Um Médico | خورخه بروم دو کانتو   | پرتقال                   |
| ارباب، همسر و غلام                 |                               | ابرار علوی            | هند                      |
|                                    | Un drôle de paroissien        | ژان پیر موسکی         | فرانسه                   |
| توقف قطار ۳۴۹                      | Verspätung in Marienborn      | رولف هادریچ           | ایتالیا - فرانسه - آلمان |
| شما باید زندگی را انتخاب کنید      | Wähle das Leben               | اروین لیاسر           | سوئیس - سوئد- اتریش      |
| بنای یادبود دروازه برای زنان فضیلت | Yeolnyeomun                   | شین سنگ اوکی          | کره جنوبی                |
|                                    | Yksityisalue                  | Maunu Kurkvaara       | فنلاند                   |

## برندگان
| جایزه                             | به خاطر فیلم           | برنده               |
| --------------------------------- | ---------------------- | ------------------- |
| خرس طلایی                         | شیطان                  | جان لوئیجی پولیدورو |
| خرس طلایی                         | بوشیدو، حماسه سامورایی | تاداشی ایمای        |
| خرس نقره‌ای برای بهترین کارگردان   | Young Aphrodites       | نیکوس کوندوروس      |
| خرس نقره‌ای برای بهترین بازیگر زن  | معشوقه                 | بیبی آندرشون        |
| خرس نقره‌ای برای بهترین بازیگر مرد | زنبق‌های مزرعه          | یدنی پوآتیه         |